# Bahnhof Genève-Aéroport
Der Bahnhof Genève-Aéroport ist der Bahnhof des Genfer Flughafens und wird von den Schweizerischen Bundesbahnen (SBB) betrieben. Er ist neben den Bahnhöfen Herzogenbuchsee und Wynigen der einzige reine Fernverkehrsbahnhof der Schweiz und der einzige, der als solcher geplant wurde.

## Lage und Architektur
Der Bahnhof liegt auf dem Gemeindegebiet von Le Grand-Saconnex als unterirdischer Kopfbahnhof unter dem Vorplatz des Flughafens, 250 Meter vom Terminal entfernt. Ebenfalls in der Nähe, rund 500 Meter Entfernung, befindet sich das Genfer Messe- und Ausstellungsgelände Palexpo. Nebst dem Flughafenbahnhof Zürich und den beiden unterirdischen Bahnhöfen Museumsstrasse und Löwenstrasse des Zürcher Hauptbahnhofs ist er einer der vier unterirdischen Bahnhöfe auf dem SBB-Netz. Der Kopfbahnhof umfasst zwei Mittelbahnsteige und wurde im postmodernen Stil ähnlich zum Zürcher Flughafenbahnhof erbaut.

## Geschichte
Der Bahnhof wurde 1987 eröffnet. Zur Anbindung an den Stadtgenfer Bahnhof Cornavin wurde die Bahnstrecke Lausanne–Genf durchgehend doppelspurig verlängert. Zwischen Cornavin und der Dienststation La Châtelaine teilt sie sich das Trassee mit der SNCF-Strecke nach Lyon, der Abschnitt ist wegen der unterschiedlichen Oberleitungsspannungen dreispurig (zwei SBB-Gleise, ein SNCF-Gleis) ausgebaut. Eine Kapazitätserweiterung des Bahnhofs ist langfristig bis 2030 im Rahmen des Ausbaus der Bahnstrecke Lausanne–Genf geplant. Die Erweiterung – der Kanton Genf wird rund 35 Millionen Franken beisteuern – bezieht sich weniger auf einen Ausbau des Bahnhofs selbst, sondern auf einen Umbau des Anschlussknotens La Châtelaine. In den Jahren 2021 und 2022 wurde der Bahnhof einem Facelifting unterzogen, so wurden beispielsweise die Leuchtelemente erneuert.

## Verkehr
Der Bahnhof wird stündlich von fünf Fernverkehrszügen bedient, die Fahrtzeit zum Genfer Hauptbahnhof Cornavin beträgt sieben Minuten.
- Genève-Aéroport – Lausanne – Bern -Zürich HB – Chur verkehrt nur zweimal täglich am Wochenende
- Genève-Aéroport/Lausanne – Luzern – Locarno (Samstag Genf–Locarno, Sonntag Locarno–Lausanne)
- 1 Genève-Aéroport – Bern – Zürich HB – St. Gallen   BZ FS RZ
- 15 Genève-Aéroport – Lausanne – Bern – Luzern
- 57 Genève-Aéroport - Neuchâtel
- 90 Genève-Aéroport – Lausanne – Brig
- 95 Genève-Aéroport – Lausanne – Brig

Da zwischen dem Bahnhof Cornavin und dem Flughafen keine weiteren Haltestellen vorhanden sind, sind Regionalverkehrszüge nicht nötig und die Fernverkehrszüge decken den Bedarf. Tariflich wird in der Schweiz nicht zwischen Regional- und Fernverkehr unterschieden.